# Інтерактом

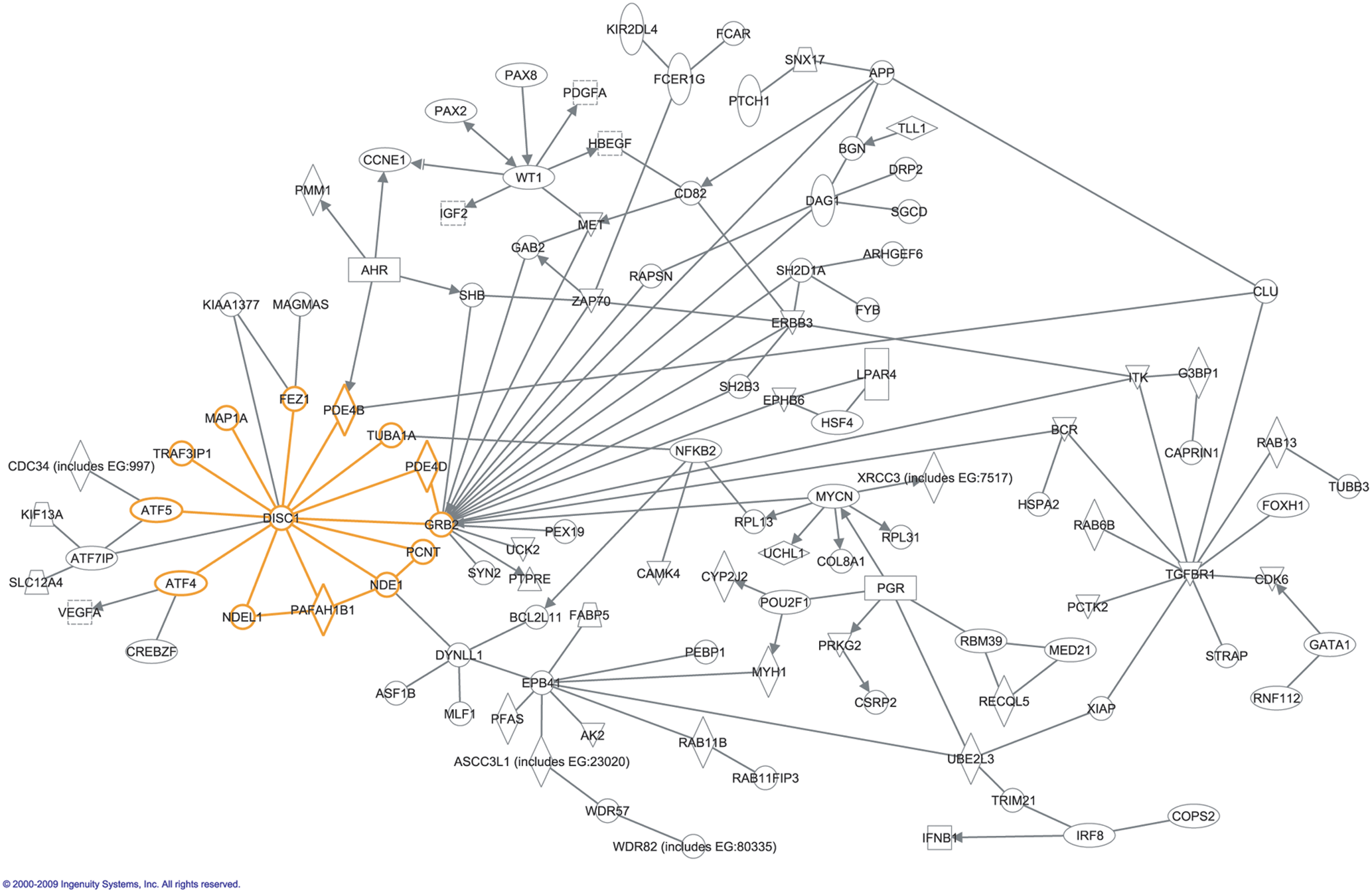
Частина інтерактома DISC1 з генами представлена текстом в боксах, а взаємозв'язки позначені лініями між генами. Автори: Hennah та Porteous, 2009.

Інтерактом (від англ. interactome, за аналогією із словом «геном») — повний набір молекулярних взаємодій в клітині або тканині. Зазвичай інтерактом зображається у вигляді орієнтованого графу. Коли мова йде виключно про протеоміку, інтерактом означає мережі білок-білкових взаємодій або білкові мережі.

## Розмір інтерактомів
За даними деяких досліджень, розмір інтерактому в організмі людини демонструє кращі взаємозв'язки з біологічними комплексами, у порівнянні з геномом. Незважаючи, що для деяких організмів існує карта взаємозв'язку протеїн-протеїн (що містить декілька тисяч подвійних взаємозв'язків) жодна з цих мап не є завершеною, тому розмір інтерактому остаточно невизначений.